# Pelym, Garinski, Sverdlovsk oblast
Pelym (ryska Пелым) är en by i Garidistriktet, i Sverdlovsk oblast i Ryssland. Pelym var tidigare stad och ligger vid floden Tavda, inte så långt från Pelymflodens utlopp. Folkmängden uppgick till 78 invånare vid folkräkningen 2010.
En gång i tiden sågs Pelym som “Porten till Sibirien”. Staden grundades på 1580-talet av den siste manserhövdingen Ablegirim (Abdul Kerim). Hövdingen besegrades senare och fördes tillsammans med sin familj till Moskva som gisslan. Fortet vid Pelym byggdes 1592 där Ablegrims residens legat.
Pelym var en av ryssarnas första bosättningar öster om Uralbergen. Staden minskade i betydelse sedan en kortare väg till Europa hittats (Babinovvägen) och trafiken förbi Pelym därför avtagit.